# Notazione descrittiva
La notazione descrittiva è un metodo di trascrizione delle mosse degli scacchi. Impiegato in passato, è ormai in disuso, in quanto soppiantato dalla notazione algebrica, di uso e comprensione più immediati.

## Nomenclatura delle case

Nomi delle case in notazione descrittiva: in bianco il nome per il Bianco, in nero quello per il Nero.

Nella notazione descrittiva le colonne sono identificate attraverso il pezzo che occupa le case estreme all'inizio della partita: le colonne centrali sono indicate con R e D (rispettivamente per quelle che in notazione algebrica sono le colonne e e d), mentre per le altre è necessario specificare se il lato a cui ci si riferisce è quello di re o quello di donna. La prima colonna a sinistra è quindi indicata con TD (da torre di donna), la seconda con CD (cavallo di donna) mentre l'ultima con TR (torre di re).
Le traverse sono invece identificate con una numerazione progressiva, da 1 a 8, a partire da quella di base per ciascun giocatore: la casa situata, per il Bianco, in basso a sinistra sarà quindi identificata con TD1 dal Bianco e con TD8 dal Nero. La nomenclatura di ogni casa non sarà quindi univoca, perché ogni codice si riferisce a due case distinte, e ogni casa possiederà due codici.

## Nomenclatura delle mosse
Per identificare una mossa questa notazione prescrive di indicare prima il pezzo che si muove e poi, separato da un trattino, la casa di destinazione: ad esempio la mossa del Bianco che porta una torre in c3 sarà indicata con T-AD3, ovvero torre nella casa della terza traversa e della colonna dell'alfiere di donna. Se la mossa fosse stata compiuta dal Nero sarebbe stata indicata con T-AD6, perché dal suo punto di vista sarebbe la sesta traversa. Spesso il trattino di separazione viene omesso, come in Spagna, dove CD-2D diventa CD2D; in italiano a volte la traversa precede la mossa, facendo diventare quella precedente CD-2D.
|   | a                                                                 | b                                                                 | c                                                                 | d                                                                 | e                                                                 | f                                                                 | g                                                                 | h                                                                 |   |
| 8 | f3 cavallo del bianco · d2 cerchio bianco · b1 cavallo del bianco | f3 cavallo del bianco · d2 cerchio bianco · b1 cavallo del bianco | f3 cavallo del bianco · d2 cerchio bianco · b1 cavallo del bianco | f3 cavallo del bianco · d2 cerchio bianco · b1 cavallo del bianco | f3 cavallo del bianco · d2 cerchio bianco · b1 cavallo del bianco | f3 cavallo del bianco · d2 cerchio bianco · b1 cavallo del bianco | f3 cavallo del bianco · d2 cerchio bianco · b1 cavallo del bianco | f3 cavallo del bianco · d2 cerchio bianco · b1 cavallo del bianco | 8 |
| 7 | f3 cavallo del bianco · d2 cerchio bianco · b1 cavallo del bianco | f3 cavallo del bianco · d2 cerchio bianco · b1 cavallo del bianco | f3 cavallo del bianco · d2 cerchio bianco · b1 cavallo del bianco | f3 cavallo del bianco · d2 cerchio bianco · b1 cavallo del bianco | f3 cavallo del bianco · d2 cerchio bianco · b1 cavallo del bianco | f3 cavallo del bianco · d2 cerchio bianco · b1 cavallo del bianco | f3 cavallo del bianco · d2 cerchio bianco · b1 cavallo del bianco | f3 cavallo del bianco · d2 cerchio bianco · b1 cavallo del bianco | 7 |
| 6 | f3 cavallo del bianco · d2 cerchio bianco · b1 cavallo del bianco | f3 cavallo del bianco · d2 cerchio bianco · b1 cavallo del bianco | f3 cavallo del bianco · d2 cerchio bianco · b1 cavallo del bianco | f3 cavallo del bianco · d2 cerchio bianco · b1 cavallo del bianco | f3 cavallo del bianco · d2 cerchio bianco · b1 cavallo del bianco | f3 cavallo del bianco · d2 cerchio bianco · b1 cavallo del bianco | f3 cavallo del bianco · d2 cerchio bianco · b1 cavallo del bianco | f3 cavallo del bianco · d2 cerchio bianco · b1 cavallo del bianco | 6 |
| 5 | f3 cavallo del bianco · d2 cerchio bianco · b1 cavallo del bianco | f3 cavallo del bianco · d2 cerchio bianco · b1 cavallo del bianco | f3 cavallo del bianco · d2 cerchio bianco · b1 cavallo del bianco | f3 cavallo del bianco · d2 cerchio bianco · b1 cavallo del bianco | f3 cavallo del bianco · d2 cerchio bianco · b1 cavallo del bianco | f3 cavallo del bianco · d2 cerchio bianco · b1 cavallo del bianco | f3 cavallo del bianco · d2 cerchio bianco · b1 cavallo del bianco | f3 cavallo del bianco · d2 cerchio bianco · b1 cavallo del bianco | 5 |
| 4 | f3 cavallo del bianco · d2 cerchio bianco · b1 cavallo del bianco | f3 cavallo del bianco · d2 cerchio bianco · b1 cavallo del bianco | f3 cavallo del bianco · d2 cerchio bianco · b1 cavallo del bianco | f3 cavallo del bianco · d2 cerchio bianco · b1 cavallo del bianco | f3 cavallo del bianco · d2 cerchio bianco · b1 cavallo del bianco | f3 cavallo del bianco · d2 cerchio bianco · b1 cavallo del bianco | f3 cavallo del bianco · d2 cerchio bianco · b1 cavallo del bianco | f3 cavallo del bianco · d2 cerchio bianco · b1 cavallo del bianco | 4 |
| 3 | f3 cavallo del bianco · d2 cerchio bianco · b1 cavallo del bianco | f3 cavallo del bianco · d2 cerchio bianco · b1 cavallo del bianco | f3 cavallo del bianco · d2 cerchio bianco · b1 cavallo del bianco | f3 cavallo del bianco · d2 cerchio bianco · b1 cavallo del bianco | f3 cavallo del bianco · d2 cerchio bianco · b1 cavallo del bianco | f3 cavallo del bianco · d2 cerchio bianco · b1 cavallo del bianco | f3 cavallo del bianco · d2 cerchio bianco · b1 cavallo del bianco | f3 cavallo del bianco · d2 cerchio bianco · b1 cavallo del bianco | 3 |
| 2 | f3 cavallo del bianco · d2 cerchio bianco · b1 cavallo del bianco | f3 cavallo del bianco · d2 cerchio bianco · b1 cavallo del bianco | f3 cavallo del bianco · d2 cerchio bianco · b1 cavallo del bianco | f3 cavallo del bianco · d2 cerchio bianco · b1 cavallo del bianco | f3 cavallo del bianco · d2 cerchio bianco · b1 cavallo del bianco | f3 cavallo del bianco · d2 cerchio bianco · b1 cavallo del bianco | f3 cavallo del bianco · d2 cerchio bianco · b1 cavallo del bianco | f3 cavallo del bianco · d2 cerchio bianco · b1 cavallo del bianco | 2 |
| 1 | f3 cavallo del bianco · d2 cerchio bianco · b1 cavallo del bianco | f3 cavallo del bianco · d2 cerchio bianco · b1 cavallo del bianco | f3 cavallo del bianco · d2 cerchio bianco · b1 cavallo del bianco | f3 cavallo del bianco · d2 cerchio bianco · b1 cavallo del bianco | f3 cavallo del bianco · d2 cerchio bianco · b1 cavallo del bianco | f3 cavallo del bianco · d2 cerchio bianco · b1 cavallo del bianco | f3 cavallo del bianco · d2 cerchio bianco · b1 cavallo del bianco | f3 cavallo del bianco · d2 cerchio bianco · b1 cavallo del bianco | 1 |
|   | a                                                                 | b                                                                 | c                                                                 | d                                                                 | e                                                                 | f                                                                 | g                                                                 | h                                                                 |   |

Quando i pezzi che possono raggiungere una casa sono più di uno, si aggiunge un'informazione all'iniziale. Per esempio, se la casa D2 (la seconda della colonna di donna) può essere raggiunta sia dal cavallo nella casa AR3 (la terza dell'alfiere di re) che dal cavallo nella casa CD1 (la prima del cavallo di donna), CR-D2 significa che a muoversi è il cavallo sul lato di re, CD-D2 significa che a muoversi è il cavallo sul lato di donna. Se invece la stessa casa può essere raggiunta da un cavallo nella casa AR3 (la terza dell'alfiere di re) e da un cavallo nella casa aR1 (la prima dell'alfiere di re), poiché il lato della scacchiera non è discriminante, C3-D2 significa che a muoversi è il cavallo nella casa AR3, C1-D2 significa che a muoversi è il cavallo nella casa AR1.
La cattura è indicata solitamente indicando il pezzo che cattura e il pezzo catturato separati da una "x": ad esempio PxP indica la cattura di un pedone da parte di un altro. Se questo causa ambiguità è necessario, come per le mosse, discriminare il lato o la traversa su cui avviene la presa.

## Vantaggi e svantaggi
Il principale svantaggio della notazione, e il motivo per cui è stata abbandonata in favore della notazione algebrica (specialmente dopo la comparsa dei simboli al posto delle iniziali dei pezzi, che rende la notazione algebrica universale), è la complessità derivante dai diversi modi in cui una casa può essere indicata. La notazione descrittiva resta insostituibile nella poesia, come dimostrato dal celebre sonetto scritto dal conte de Cambray Digny per celebrare il matto di Légal.

## Esempio
| Notazione descrittiva | Notazione algebrica | Note |
| --------------------- | ------------------- | --- |
| 1.P-R4 P-R4           | 1.e4 e5             | La simmetria della mosse si riflette nella simmetria della notazione descrittiva. |
| 2.C-AR3 C-AD3         | 2.Cf3 Cc6           | |
| 3.A-C5 P-TD3          | 3.Ab5 a6            | Nella mossa dell'alfiere bianco non è necessario specificare che la colonna è quella del cavallo di re, perché c'è una sola quinta casa di cavallo raggiungibile da un alfiere bianco.        |
| 4.A-T4 C-A3           | 4.Aa4 Cf6           | Anche in questo caso non è necessario specificare se il lato è quello di re o quello di donna, in quanto c'è una sola mossa di questo tipo possibile (la casa AD3, ovvero c3, è già occupata. |
| 5.0-0 A-R2            | 5.0-0 Ae7           | 0-0 indica, come nella notazione algebrica, l'arrocco corto; per l'alfiere nero la casa di destinazione è univoca                                                                             |